# Murcia spatulasetosa
Murcia spatulasetosa är en kvalsterart som först beskrevs av Robert Gatlin Reeves 1967.  Murcia spatulasetosa ingår i släktet Murcia och familjen Ceratozetidae. Inga underarter finns listade i Catalogue of Life.